# Ascogaster argentifrons
Ascogaster argentifrons är en stekelart som först beskrevs av Léon Abel Provancher 1886.  Ascogaster argentifrons ingår i släktet Ascogaster och familjen bracksteklar. Inga underarter finns listade.